# Audan Qysylqogha
Der Audan Qysylqogha (kasachisch Қызылқоға ауданы Qysylqogha audany, russisch Кзылкогинский район Ksylkoginski rajon) ist ein Bezirk im Gebiet Atyrau in Kasachstan.

## Geografie
Der Audan Qysylqogha befindet sich im Westen Kasachstans im Gebiet Atyrau. Er grenzt im Norden an den Audan Qaratöbe der Region Westkasachstan, im Osten an den Audan Oiyl und den Audan Baighanin des Gebietes Aqtöbe und im Süden an den Audan Schylyoi und den Audan Maqat. Im Westen grenzt er an die Stadt Atyrau sowie den Audan Machambet und den Audan Inder.
Die Landschaft der Region ist flach, ein großer Teil des Bezirks wird vom Kaspischen Tiefland eingenommen. Dieser Teil liegt mehrere Meter unter dem Meeresspiegel. Der Bodentyp Solonchak, ein Boden mit einem hohen Gehalt an leichtlöslichen Salzen, ist in der Region weit verbreitet. Im Frühling sammelt sich das Wasser des geschmolzenen Schnees in zahlreichen Senken und löst das an die Oberfläche aufsteigende Salz. In den Sommermonaten trocknet es aus und es bildet sich eine dünne Salzsschicht auf der Oberfläche. Im Norden des Bezirks gibt es wüstenähnliche Regionen mit Dünen. Der Fluss Uil durchfließt den Bezirk von Osten nach Westen; er entspringt im Mugodschar-Gebirge und mündet in einen abflusslosen Salzsee. Ein weiterer wichtiger Fluss ist der Saghys, ein Salzwasserfluss.

## Geschichte
Der Bezirk Qysylqogha wurde am 28. März 1928 gegründet. Am 23. Juli 1930 wurde der Bezirk ebenso wie die Oblast Gurjew, zu der der Bezirk gehörte, aufgelöst und sein Territorium dem Rajon Dossor angegliedert. Im April 1944 wurde der Bezirk durch Beschluss des Obersten Rates der Kasachischen SSR erneut gebildet. Das Verwaltungszentrum befand sich zunächst im Dorf Qysylqogha, ab 1951 war es das Dorf Qarabau und seit 1959 ist es das Dorf Mijaly.

## Bevölkerung
Bei der Volkszählung 1999 hatte der Audan Qysylqogha 30.915 Einwohner. Die Volkszählung 2009 ergab für den Bezirk eine Einwohnerzahl von 30.488. Bei der letzten Volkszählung 2021 lebten 30.445 Menschen im Audan Qysylqogha. Die Fortschreibung der Bevölkerungszahl ergab zum 1. Januar 2025 eine Einwohnerzahl von 30.768.
| Einwohnerentwicklung               | Einwohnerentwicklung | Einwohnerentwicklung | Einwohnerentwicklung | Einwohnerentwicklung | Einwohnerentwicklung | Einwohnerentwicklung |
| 1959                               | 1970                 | 1979                 | 1989                 | 1999                 | 2009                 | 2021                 |
| ---------------------------------- | -------------------- | -------------------- | -------------------- | -------------------- | -------------------- | -------------------- |
| 17.123                             | 24.760               | 28.009               | 31.161               | 30.915               | 30.488               | 30.445               |
| Anmerkung: Volkszählungsergebnisse |                      |                      |                      |                      |                      |                      |

## Verwaltungsgliederung
Der Audan ist in zehn ländliche Bezirke (kasachisch Ауылдық округ Auyldyq okrug; russisch Сельский округ Selski okrug) gegliedert (Stand: 2021).
| Ländlicher Kreis | Einwohner | Einwohner | Orte                                                               |
| Ländlicher Kreis | 2009      | 2021      | Orte                                                               |
| ---------------- | --------- | --------- | ------------------------------------------------------------------ |
| Kösdiqara        | 1969      | 1698      | Büirek, Qonystanu, Qosqulaq                                        |
| Mijaly           | 6473      | 7569      | Mijaly                                                             |
| Muqyr            | 4900      | 4418      | Kenbai, Muqyr, Saryqumaq, Schamansor, Schanterek, Sorköl, Tasqudyq |
| Ojyl             | 2298      | 2263      | Aqqora, Däuletiman, Schasqairat                                    |
| Qysylqogha       | 1538      | 1346      | Buqar, Qarabau                                                     |
| Saghys           | 7092      | 7441      | Bylqyldaqty, Kenbai, Qongyrauly, Saghys                            |
| Schambyl         | 1782      | 1514      | Aidyn, Qaraköl                                                     |
| Schangeldin      | 1583      | 1575      | Schangeldin                                                        |
| Taissoighan      | 866       | 889       | Taissoighan                                                        |
| Tasschaghyl      | 2105      | 1732      | Qogham, Qonystanu, Tasschaghyl                                     |